# Værker af Harald Giersing
Dette er en (sandsynligvis ikke komplet) liste over værker af Harald Giersing, genereret ud fra Wikidata.
Harald Giersing (24. april 1881 i København – 15. januar 1927 smst) var en dansk maler, der var en hovedfigur i det modernistiske gennembrud i Danmark omkring 1910–20. Med sine portrætter og figurmalerier, fodbold- og balletbilleder, skovinteriører, landeveje og kirkegårdsbilleder, og med sin intelligente og skarpe pen, står Giersing som en af de vigtigste danske kunstnere i sidste århundrede
Hvis et eller af flere af værkerne står med Q-nummer, er du mere end velkommen til at tilføje værkets danske titel på Wikidata.
Denne liste bliver periodisk opdateret af en bot. Manuelle ændringer ved listen bliver fjernet ved næste opdatering!
| billede | artikel                                                | år    | samling                                                     | genre             | afbilder                                     |
| ------- | ------------------------------------------------------ | ----- | ----------------------------------------------------------- | ----------------- | -------------------------------------------- |
|         | Landskab. Skørping                                     | 1902  | Statens Museum for Kunst                                    | landskabsmaleri   | himmel sky bakke                             |
|         | Dame ved sit toilette                                  | 1907  | Statens Museum for Kunst                                    |                   | kvinde                                       |
|         | Portræt af kunstnerens fader                           | 1907  | Statens Museum for Kunst                                    | portræt           |                                              |
|         | Dame med rødt shawl. Anna Giersing, kunstnerens søster | 1907  | Statens Museum for Kunst                                    |                   |                                              |
|         | Studie efter en halvpåklædt pige                       | 1907  | Statens Museum for Kunst                                    |                   |                                              |
|         | Selvportræt                                            | 1907  | Statens Museum for Kunst                                    | selvportræt       | Harald Giersing                              |
|         | En herre i pels (kunstnerens fader)                    | 1907  | Statens Museum for Kunst                                    |                   | mand pels                                    |
|         | Modelfigur i interiør                                  | 1908  | Statens Museum for Kunst                                    |                   |                                              |
|         | Selvportræt                                            | 1909  | Randers Kunstmuseum                                         | selvportræt       | Harald Giersing                              |
|         | Paris' dom                                             | 1909  | Statens Museum for Kunst                                    | mytologisk maleri |                                              |
|         | Karl Isakson, 1878-1922                                | 1910  | National Portrait Gallery of Sweden Sveriges Nationalmuseum | portræt           | Karl Isakson                                 |
|         | Maleren Sigurd Swane                                   | 1910  | Statens Museum for Kunst                                    | portræt           | Sigurd Swane stol siddende stilling          |
|         | Maleren Karl Isakson                                   | 1910  | Statens Museum for Kunst                                    | portræt           | Karl Isakson                                 |
|         | Fodboldspillere foran mål                              | 1911  | Kunsten Museum of Modern Art Aalborg                        |                   |                                              |
|         | Else med sort hat. Skuespillerinden Else Gunløgsen     | 1912  | Ribe Kunstmuseum                                            | portræt           |                                              |
|         | Skovinteriør. Sorø                                     | 1915  | Fuglsang Kunstmuseum                                        |                   |                                              |
|         | Selvportræt                                            | 1915  | Kunstmuseum Brandts                                         | selvportræt       | Harald Giersing                              |
|         | I lysningen                                            | 1915  | Statens Museum for Kunst                                    |                   |                                              |
|         | Ung pige med sytøj                                     | 1915  | Statens Museum for Kunst                                    |                   | pige syning                                  |
|         | Maleren Ernst Goldschmidt læsende                      | 1915  | Statens Museum for Kunst                                    | portræt           | Ernst Goldschmidt bog læsning                |
|         | I udkanten af skoven                                   | 1915  | Statens Museum for Kunst                                    | landskabsmaleri   | træ skov                                     |
|         | Filosofgangen, Sorø                                    | 1916  | Ribe Kunstmuseum                                            |                   |                                              |
|         | Sophus header                                          | 1917  | ARoS Aarhus Kunstmuseum                                     | sport art         | Sophus Nielsen fodboldspiller fodbold himmel |
|         | Skovinteriør                                           | 1917  | Statens Museum for Kunst                                    |                   |                                              |
|         | Landskap, Birkerød                                     | 1917  | Nasjonalmuseet                                              | landskabsmaleri   |                                              |
|         | Danserinde                                             | 1918  | Museum Sønderjylland                                        |                   | danser                                       |
|         | Ung dame i lyseblåt                                    | 1918  | ARoS Aarhus Kunstmuseum                                     |                   |                                              |
|         | Ung dame med Cykle                                     | 1918  | No/unknown value                                            |                   | kvinde cykel hat kjole cykelsti              |
|         | Landskab ved Bistrup                                   | 1918  | Statens Museum for Kunst                                    | landskabsmaleri   |                                              |
|         | Aladdin i Vidunderhulen                                | 1919  | ARoS Aarhus Kunstmuseum                                     |                   |                                              |
|         | Dame med sytøj                                         | 1919  | ARoS Aarhus Kunstmuseum                                     |                   | kvinde syning                                |
|         | Danserinde på gul baggrund                             | 1920  | Kunstmuseum Brandts                                         |                   |                                              |
|         | Kirkegården i Svanninge                                | 1920  | Statens Museum for Kunst                                    | landskabsmaleri   | gravplads                                    |
|         | Landevej ved Fåborg                                    | 1920  | Statens Museum for Kunst                                    |                   | vej træ himmel ager                          |
|         | Mandolinspillerske                                     | 1921  | Statens Museum for Kunst                                    |                   | mandolin mandolinspiller                     |
|         | To damer                                               | 1922  | Statens Museum for Kunst                                    |                   |                                              |
|         | Opstilling med flaske og tejn                          | 1922  | Statens Museum for Kunst                                    | stilleben         |                                              |
|         | Læsende dame                                           | 1922  | Statens Museum for Kunst                                    |                   | læsning kvinde                               |
|         | Opstilling med flaske                                  | 1923  | Statens Museum for Kunst                                    | stilleben         | flaske                                       |
|         | Landskab efter solnedgang                              | 1923  | Statens Museum for Kunst                                    | landskabsmaleri   |                                              |
|         | Dame i grøn bluse                                      | 1923  | Statens Museum for Kunst                                    |                   |                                              |
|         | Selvportræt                                            | 1920s | Ribe Kunstmuseum                                            | selvportræt       | Harald Giersing                              |
|         | Selvportrett                                           | 1926  | Nasjonalmuseet                                              | selvportræt       | Harald Giersing                              |
|         | Kunstnerens søster                                     |       | Ribe Kunstmuseum                                            | portræt           |                                              |